# Kristen Bjorn
Kristen Bjorn (Londres, 12 de octubre de 1957) es un director, productor y actor inglés de películas pornográficas gay. Sus producciones se caracterizan por escenarios exóticos, fotografías de extrema precisión y modelos seleccionados de todo el mundo, especialmente Hispanoamérica y Europa del Este.

## Biografía
Nacido en Londres, es hijo de madre rusa y padre británico. Se crio en Washington D. C., donde su padre estaba destinado como diplomático. Tiene un hermano y dos hermanas. En una entrevista realizada en 1997, afirmó que solo una de sus hermanas conocía su profesión de realizador de películas eróticas para homosexuales.
Después de graduarse de la escuela secundaria, se propuso viajar a lugares como Asia, India y Europa. Su meta profesional en ese momento era ser fotógrafo para una revista como National Geographic.
Llegó a San Francisco en 1978, donde se encontró con la comunidad gay por primera vez. Animado por el ideal de belleza masculina que encontraba en las revistas eróticas gay, Bjorn empezó a hacer ejercicio y a prestar atención a su propio físico.
Alrededor de 1980, Fred Bisonnes lo fotografió para la revista Mandate. Esto fue seguido de dos apariciones en videos de Falcon: Biker's Liberty (Falcon Studios 30, 1983) y The New Breed (Falcon Studios 32, 1983). Falcon eligió el seudónimo de Kristen Bjorn para él debido a su parecido con el tenista sueco Björn Borg. En el prólogo de un libro dedicado al trabajo de Kristen Bjorn, el director William Higgins escribió que, "la historia relativamente breve de los videos gay hardcore, Kristen Bjorn ha emergido indiscutiblemente como el mejor director hasta la fecha".
En 1982 se trasladó a Brasil, cultivando su sueño de convertirse en fotógrafo profesional. En Brasil paró durante ocho años, en los que comenzó a realizar las primeras tomas de desnudos masculinos, protagonizadas únicamente por modelos brasileños, que vendió a revistas gay estadounidenses. En 1985, su amigo y mentor Fred Bisonnes, que trabajaba para la revista Advocate Men, lo invitó a enviar su trabajo a la revista. Con el paso de los años, siempre bajo la presión de Bisonnes, comenzó a expandir sus espacios creativos realizando algunos videos softcore para la serie Advocate Men Live.
En 1988 dirigió y produjo su primer largometraje Tropical Heatwave, que consistió en seis escenas de masturbación con hombres brasileños musculosos en escenarios exóticos. Con esta película, Bjorn establece su propia marca, utilizando un elenco multirracial y escenarios naturistas. Posteriormente dirigió Carnaval in Rio y Island Fever, sus primeras películas hardcore en las que se representaban escenas de sexo entre hombres, incluyendo penetraciones y múltiples eyaculaciones.
Se ha ocupado de todos los aspectos de sus películas, desde la producción pasando de la dirección a la fotografía, creando un estilo propio y reconocible. Si sus primeras películas carecían de diálogo, además de la voz narrativa, el diálogo posterior se incorporó al guion. Otra y principal característica de las películas de Bjorn es el uso de modelos desconocidos, predominantemente musculosos y con una fuerte masculinidad, sin importarles que se identifiquen como heterosexuales u homosexuales sino simplemente dispuestos a participar en escenas de sexo masculino.
Después de años en Brasil, en 1990 debido al deterioro de las condiciones económicas y sociales del país, Bjorn decide trasladarse a Australia, más precisamente a Sídney. Antes de la aventura australiana se detiene durante algún tiempo en Nueva York, donde realiza otras películas como Caribbean Beat y Manhattan Latin. En Australia realizó varias películas con modelos locales, descubriendo modelos como Sean Davis y Alec Campbell, quien luego trabajó para Falcon Studios.
En 1992 se traslada a Canadá donde en sus producciones canadienses comienza a acercarse a hombres de otras etnias y en particular a modelos de Europa del Este. Precisamente en 1995 dirigió El vampiro de Budapest con actores principalmente húngaros, entre ellos Árpád Miklós, quien con los años se ha convertido en una de las estrellas porno más populares de la industria. De Canadá se instaló en Miami, donde produjo películas formadas por modelos latinoamericanos y caribeños. Actualmente vive en Barcelona, España.

## Kristen Bjorn Studios
Fundada a principios de los años ochenta, Kristen Bjorn Studios a lo largo de los años ha ganado fama internacional, gracias a sus películas de calidad con alto contenido erótico, convirtiéndose en una marca reconocible en la industria. El asistente y colaborador a tiempo completo de Kristen Bjorn es el fotógrafo Barry Gollop, conocido popularmente con el seudónimo de "El oso".
Desde mediados de los noventa en adelante, la compañía ha recorrido el mundo en busca de modelos y ubicaciones para sus videos. Desde el 2000 nació Sarava Productions, que cuenta con la colaboración de otros directores como Lucas Kazan, impulsando la expansión continua de la empresa principal. Además de películas, Kristen Bjorn Productions publica y distribuye películas fotográficas, calendarios y CD de música con la música originalmente compuesta para sus películas.
Desde 2006, Kristen Bjorn Productions y su división Sarava Productions han lanzado más de 50 títulos al mercado.
Algunos de los modelos y actores que trabajan para Kristen Bjorn Productions son Mark Anthony, Jean Franko, Arpad Miklos, Pavel Novotný («Max Orloff»), Matthieu Costa, Sean Davis, Daniel Marvin, Pedro Andreas, Max Veneziano, Jason Kingsley, Edu Boxer, Etienne Cendras y Dex Brown.

## Filmografía
- Tropical Heatwave (1989)
- Carnaval in Rio (1990)
- Island Fever (1990)
- Manhattan Latin (1991)
- Caribbean Heat (1991)
- A Sailor in Sydney (1992)
- Jackaroos (1992)
- Manly Beach (1992)
- Call of the Wild (1993)
- Montreal Men (1993)
- Jungle Heat (1994)
- Paradise Plantation (1994)
- Mystery Men (1994)
- The Caracas Adventure (1995)
- The Vampire of Budapest (1995)
- Comrades in Arms (1995)
- Hungary for Men (1996)
- A World of Men (1996)
- Gangsters at Large (1996)
- Amazon Adventure (1996)
- Manwatcher (1997)
- The Anchor Hotel (1997)
- Hot Times in Little Havana (1998)
- Thick as Thieves (1998)
- Wet Dreams 1 (1999)
- Wet Dreams 2 (1999)
- Making It with Kristen Bjorn (documentary) (1999)
- The Isle of Man (2000)
- Dreamers (2000)
- The Agony of Ecstasy (documentary) (2000)
- Men Amongst the Ruins (2001)
- Bone Island (2001)
- Crossroads of Desire (2002)
- Parashooter (2003)
- Males Tales (2003)
- Manville (2004)
- Fire Dance (2004)
- Rocks & Hard Places 1&2 (2005)
- El Rancho (2005)
- Skin Deep 1&2 (2006)
- Action! 1&2 (2007)
- Pride 1&2 (2007)
- Trouser Bar (2016)
- Wild Attraction
- Hungarians (1997)
- Moscow: The Power of Submission (2000)
- Behind the Curtain (documentary, 2000)
- Italian Style (2002)
- A Sicilian Tale (2002)
- Out in Tuscany (2003)
- Under the Big Top (2003)
- Ambassadors of the Ice (2003)
- Journey to Greece (2004)
- Legion of Vengeance (2004)
- Hangar (2004)

## Premios y nominaciones
- 2007 Barcelona International Erotic Film Festival Heatgay Award winner – Best Film (El Rancho – Kristen Bjorn), Best Director (El Rancho – Kristen Bjorn Productions), and Best Script (El Rancho – Kristen Bjorn Productions)[8]
- 2010 XBIZ Award nomination – Gay Studio of the Year (Kristen Bjorn Production)[9]